# Yanina Karolchyk-Pravalinskay
Yanina Karolchyk (en biélorusse : Яніна Карольчык et en russe : Янина Корольчик, Korolchyk), née le 26 décembre 1976, est une athlète biélorusse, spécialiste du lancer du poids.
Elle a remporté le titre aux Jeux olympiques de Sydney. Entre août 2003 et août 2005, elle a été suspendue pour dopage, manquant ainsi les aux Jeux olympiques d'Athènes.

## Palmarès

### Jeux olympiques
- Jeux olympiques d'été de 2000 à Sydney ( Australie)
  -  Médaille d'or au lancer du poids

### Championnats du monde d'athlétisme
- Championnats du monde d'athlétisme de 1999 à Séville ( Espagne)
  - 4e au lancer du poids
- Championnats du monde d'athlétisme de 2001 à Edmonton ( Canada)
  -  Médaille d'or au lancer du poids
- Championnats du monde d'athlétisme de 2007 à Osaka ( Japon)
  - 9e au lancer du poids

### Championnats d'Europe d'athlétisme
- Championnats d'Europe d'athlétisme de 1998 à Budapest ( Hongrie)
  -  Médaille de bronze au lancer du poids

- Championnats d'Europe d'athlétisme de 2010 à Barcelone ( Espagne)
  -  Médaille d'argent au lancer du poids